# 窪井義道
窪井 義道（くぼい よしみち、1892年（明治25年）1月4日 - 1949年（昭和24年）11月13日）は、日本の政治家・弁護士・実業家。立憲政友会→昭和会→政友会革新同盟→日本進歩党所属の衆議院議員で内務政務次官や海軍参与官を務めた。

## 経歴
山口県熊毛郡三丘村（現・周南市）出身。1918年（大正7年）に東京帝国大学法科大学独法科を卒業した。大倉商事に入社したが、1922年（大正11年）に法律研究のためドイツに留学した。1924年（大正13年）に帰国し、弁護士を開業した。
1924年（大正13年）、衆議院補欠選挙に出馬し当選。さらに第18回衆議院議員総選挙から第21回衆議院議員総選挙まで4期連続当選を果たした。初めは政友会に所属し、第18回衆議院議員総選挙でも政友会公認で立候補し当選した。1935年（昭和10年）に政友会を離党して昭和会の結党に参加し、第19回衆議院議員総選挙と第20回衆議院議員総選挙には昭和会公認で立候補し当選した。その間、岡田内閣で海軍参与官を務めた。1937年（昭和12年）に昭和会が瓦解すると院内会派の第一議員俱楽部に所属し（院外では無所属）、1939年（昭和14年）に政友会が分裂すると旧昭和会の政友会出身者とともに政友会革新派に復党した。また1941年（昭和16年）には松岡洋右外務大臣の顧問としてドイツ・イタリア訪問に随行した。第21回衆議院議員総選挙では翼賛政治体制協議会の推薦候補として当選した。鈴木貫太郎内閣で内務政務次官を務めた。
戦後、翼賛政治体制協議会の推薦議員のため公職追放となる。追放中の1949年11月13日に57歳で死去した。
その他、国際工船漁業株式会社社長、黄海漁業株式会社社長、不二映画株式会社社長、山王館株式会社監査役、ウシオ製作所株式会社監査役、満洲興業株式会社取締役、日産無線電機株式会社社長、新興機械工業株式会社社長を務めた。

## 訳書
- カール・ハウスホーファー『大陸政治と海洋政治』（大鵬社、1943年）